# Lavrovec
Lavrovec este o localitate din comuna Logatec, Slovenia, cu o populație de 113 locuitori.